# War (album)
War je tretji album irske rock skupine U2, ki je izšel 28. februarja 1983 pri založbi Island Records. Prepoznan je kot njihov prvi album z odkrito političnim sporočilom, delno zaradi pesmi kot sta »Sunday Bloody Sunday« in »New Year's Day«, pa tudi naslova, ki odraža mnenje skupine o takratnem stanju v svetu.

## Seznam pesmi
1. »Sunday Bloody Sunday« – 4:40
2. »Seconds« – 3:10
3. »New Year's Day« – 5:35
4. »Like a Song...« – 4:46
5. »Drowning Man« – 4:14
6. »The Refugee« – 3:40
7. »Two Hearts Beat as One« – 4:03
8. »Red Light« – 3:46
9. »Surrender« – 5:34
10. »"40«« – 2:35